# 韋斯利教堂 (佛羅里達州)
韋斯利教堂（英語：Wesley Chapel）是位於美國佛羅里達州帕斯科縣的一個人口普查指定地區。

## 地理
韋斯利教堂的座標為28°10′43″N 82°21′02″W / 28.17861°N 82.35056°W，而該地最高點為海拔高度33米（即108英尺）。

## 人口
根據2010年美國人口普查的數據，韋斯利教堂的面積為15.80平方千米，當中陸地面積為15.70平方千米，而水域面積為0.10平方千米。當地共有人口60453人，而人口密度為每平方千米3,826人。